# فيكتور غارسيا (مغني)
فيكتور غارسيا (بالإسبانية: Víctor García؛ بالإنجليزية: Víctor García) هو مغني وكاتب أغاني إسباني وأسترالي، ولد في 5 يونيو 1970 في بريزبان في أستراليا.

## وصلات خارجية
- فيكتور غارسيا على موقع ميوزك برينز (الإنجليزية)
- فيكتور غارسيا على موقع ديسكوغز (الإنجليزية)